# Witalij Siewastjanow

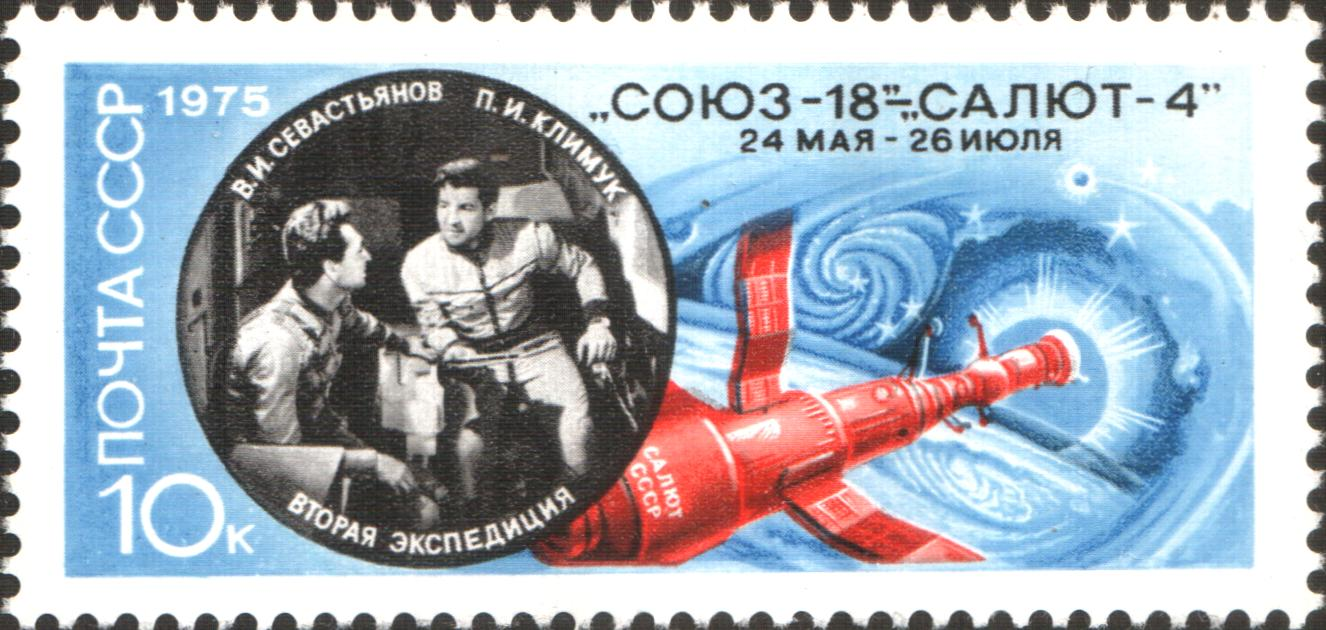
Radziecki znaczek pocztowy upamiętniający misję Sojuza 18, od lewej: Siewastjanow, Klimuk.

Witalij Iwanowicz Siewastjanow, ros. Виталий Иванович Севастьянов (ur. 8 lipca 1935 w Krasnouralsku w obwodzie swierdłowskim, zm. 5 kwietnia 2010 w Moskwie) – kosmonauta radziecki, dwukrotny Bohater Związku Radzieckiego, Lotnik Kosmonauta ZSRR. Uczestniczył w dwóch lotach kosmicznych.

## Życiorys
W dniach 1–19 czerwca 1970 roku razem z Andrijanem Nikołajewem brał udział w locie statku kosmicznego Sojuz 9. Kosmonauci znajdowali się na orbicie przez blisko 18 dni. Był to wówczas rekordowy, jeśli chodzi o czas trwania, lot załogowy. Po powrocie na Ziemię obaj członkowie załogi mieli duże problemy z adaptacją do warunków ciążenia ziemskiego.
Od 24 maja do 26 lipca 1977 roku był razem z Piotrem Klimukiem członkiem załogi Sojuza 18. Kosmonauci po połączeniu swojego statku z załogową stacją kosmiczną Salut 4 spędzili na jej pokładzie blisko 62 dni, prowadząc liczne badania i eksperymenty.
W sumie podczas obu misji Witalij Siewastjanow spędził w kosmosie 80 dni 16 godzin 19 minut i 3 sekundy.
Z zamiłowania był szachistą. W 1985 roku otrzymał tytuł sędziego klasy międzynarodowej. W latach 1977–1986 i 1988–1989 pełnił funkcję prezesa Federacji Szachowej Związku Radzieckiego. W czasie pierwszego lotu kosmicznego w 1970 roku rozegrał pierwszą w historii szachów partię „Kosmos”–„Ziemia”.
Stowarzyszenie Uczestników Lotów Kosmicznych (Association of Space Explorers) przyznało mu pośmiertnie Universal Astronaut Insignia za lot orbitalny (nr 47).